# Kerschbaum (Gemeinde Greifenburg)
Kerschbaum ist eine Ortschaft und eine Katastralgemeinde der Gemeinde Greifenburg im Bezirk Spittal an der Drau in Kärnten.

## Siedlungsentwicklung
Zum Jahreswechsel 1979/1980 befanden sich in der Katastralgemeinde Kerschbaum insgesamt 194 Bauflächen mit 37.011 m² und 41 Gärten auf 39.765 m², 1989/1990 gab es 184 Bauflächen. 1999/2000 war die Zahl der Bauflächen auf 351 angewachsen und 2009/2010 bestanden 291 Gebäude auf 363 Bauflächen.

## Bodennutzung
Die Katastralgemeinde ist stark forstwirtschaftlich geprägt. 190 Hektar wurden zum Jahreswechsel 1979/1980 landwirtschaftlich genutzt und 996 Hektar waren forstwirtschaftlich geführte Waldflächen. 1999/2000 wurde auf 184 Hektar Landwirtschaft betrieben und 1007 Hektar waren als forstwirtschaftlich genutzte Flächen ausgewiesen. Ende 2018 waren 178 Hektar als landwirtschaftliche Flächen genutzt und Forstwirtschaft wurde auf 1191 Hektar betrieben. Die durchschnittliche Bodenklimazahl von Kerschbaum beträgt 15,1 (Stand 2010).